# Gonolobus hildegardiae
Gonolobus hildegardiae är en oleanderväxtart som beskrevs av G. Morillo. Gonolobus hildegardiae ingår i släktet Gonolobus och familjen oleanderväxter. Inga underarter finns listade i Catalogue of Life.